# Wurmloh
Wurmloh ist ein Gemeindeteil der Gemeinde Nagel im oberfränkischen Landkreis Wunsiedel im Fichtelgebirge (Oberfranken, Bayern).

## Geographie und Verkehrsanbindung
Das Dorf Wurmloh liegt nordöstlich des Kernortes Nagel an der Staatsstraße 2665. Die Bundesstraße 303 verläuft nördlich.
Der Wurmlohpass ist eine Einsattelung zwischen den Bergstöcken Kösseine und Hohe Matze.